# Gerrit Lundens

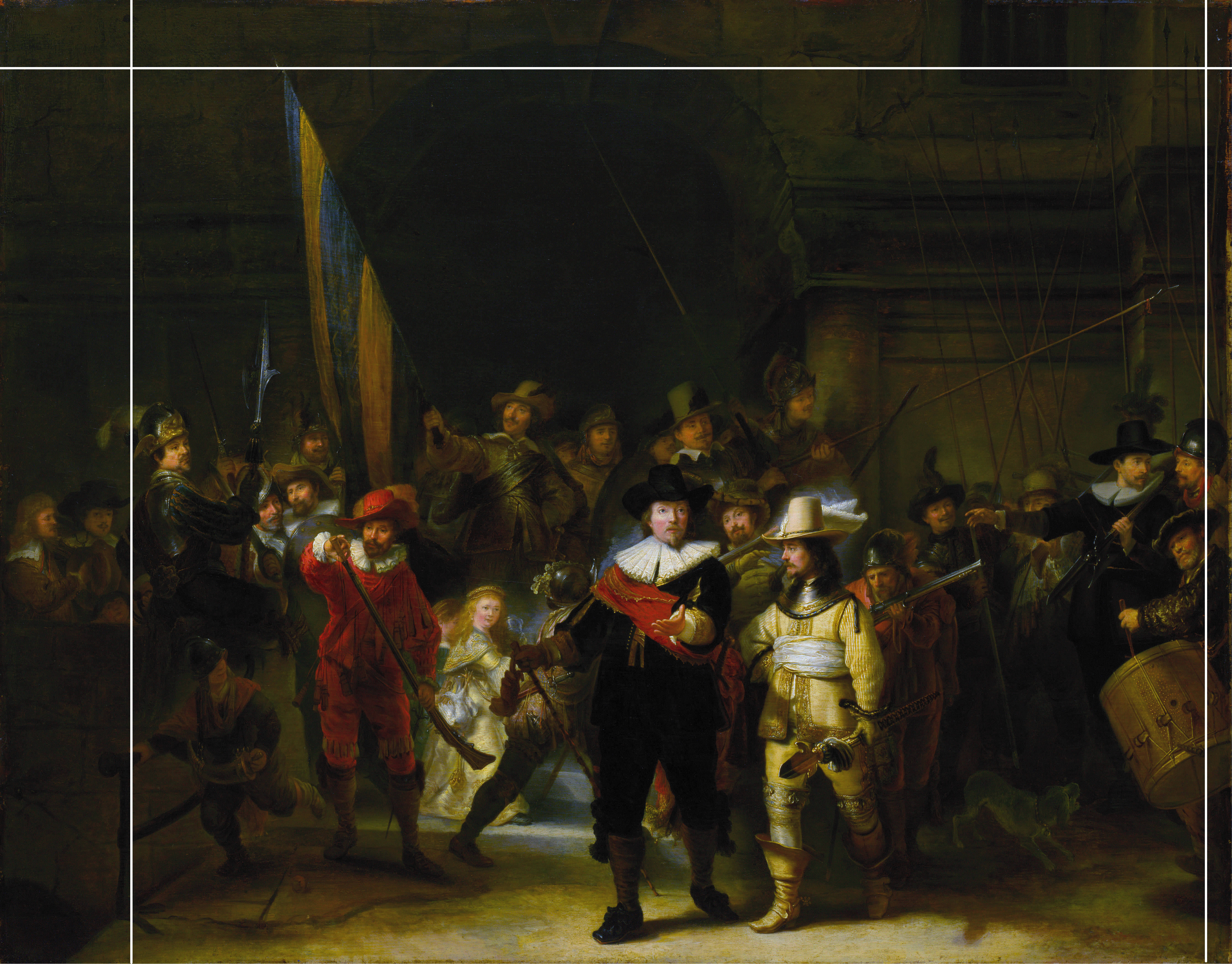
Kopie op klein formaat naar Rembrandts De Nachtwacht, toegeschreven aan Gerrit Lundens (1622-1686), ca. 1642-ca. 1655. Op deze kopie worden nog de in (of vlak na) 1715 van het origineel afgesneden en verloren gegane stukken weergegeven; deze zijn op de afbeelding met witte lijnen gemarkeerd. Olieverf op paneel, 66,5×85,5 cm. Rijksmuseum Amsterdam.

Gerrit Lundens, ook wel Lunden (Amsterdam, gedoopt 27 september 1622 — Amsterdam, begraven 11 juli 1686) was een Nederlandse kunstschilder, bekend om zijn genretaferelen, portretten en een enkel vanitas-schilderij. Ook maakte hij kopieën naar vooraanstaande meesters, waaronder Rembrandt. Dankzij zijn verkleinde kopie van De Nachtwacht kan de oorspronkelijke voorstelling daarvan volledig en in origineel formaat worden gereconstrueerd. 

## Familie
Lundens familie van vaders kant kwam oorspronkelijk uit Antwerpen, trok naar Middelburg en ca. 1590 naar Amsterdam. 
Zijn vader, Barent Lunden, was wasbleker van beroep, later impostmeester van 't bestiael (ontvanger van de belasting op het slachten van vee).
Zijn moeder, Catelijne (Catharina/Lijntje) van Sichem (geboren te Bazel in 1585), was de dochter van Christoffel van Sichem, een houtgraveur, geboren te Amsterdam. Van 1569-1597 werkte hij in Bazel. In 1598 keerde hij terug naar Amsterdam, waar hij werkzaam was tot zijn dood in 1624.

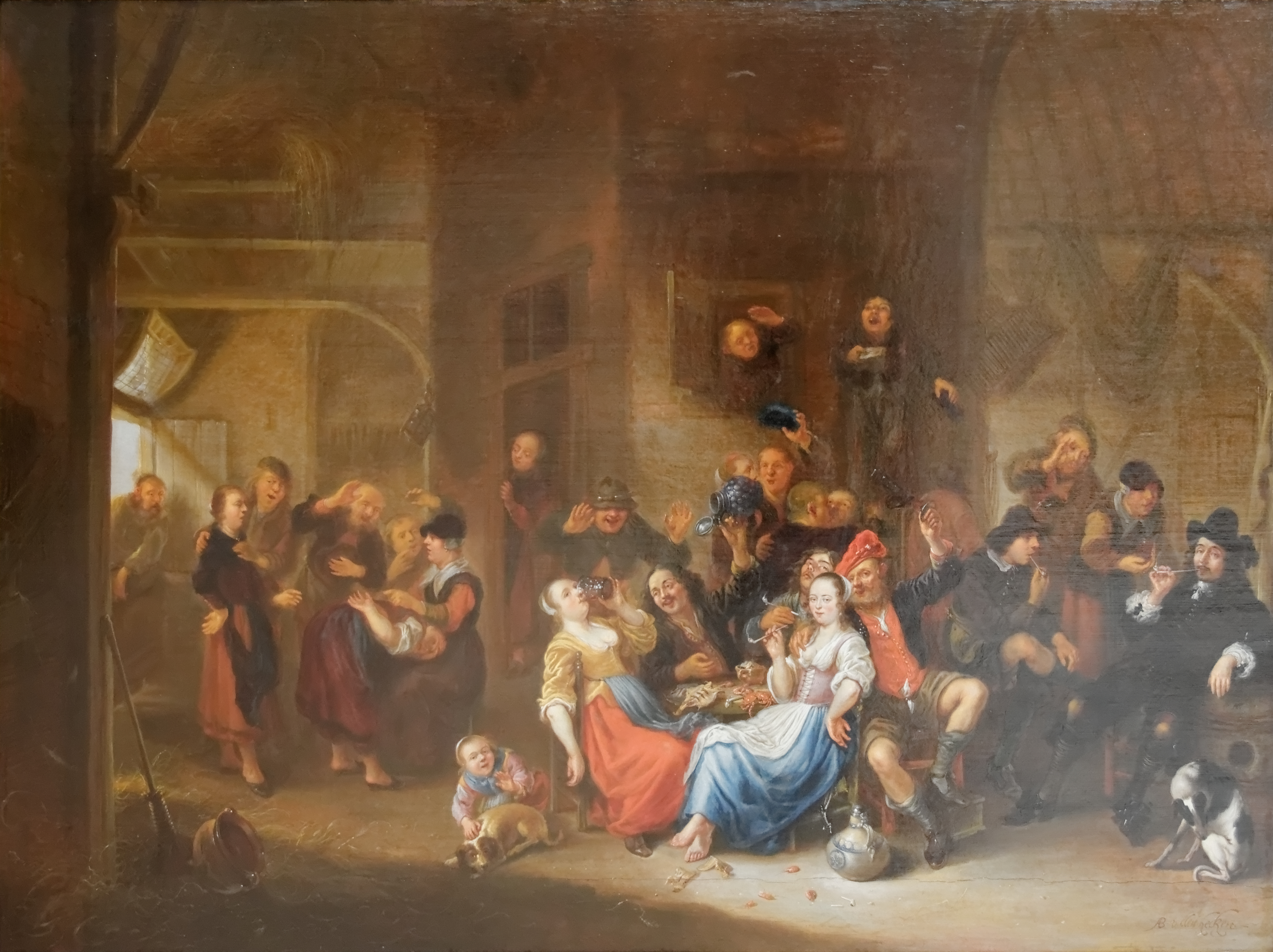
Abraham van den Hecken, Vrolijk gezelschap in een herberg. Te vergelijken met Gerrit Lundens' Vrolijk gezelschap in een herberg, 1650 (zie Galerij)

Gerrits oudere zuster Catharina (1614 - 1669) trouwde in 1635 te Amsterdam met de schilder Abraham van den Hecken uit Antwerpen.  Van hem kan Gerrit het vak geleerd hebben, zoals overeenkomsten in de stijl ook laten vermoeden. Gerrit wordt vanaf 1643 als schilder vermeld. Hij exploiteerde verder een herberg en was actief als wijnhandelaar.

## Levensloop
Gerrit werd hervormd gedoopt in de Nieuwe Kerk te Amsterdam.

Hij trouwde in 1643 te Sloterdijk bij Amsterdam  met Agniet(je) Mathijs (Mattijsen) uit Antwerpen.

Ten tijde van zijn overlijden woonde hij in Amsterdam op het Singel, dicht bij de Munt.

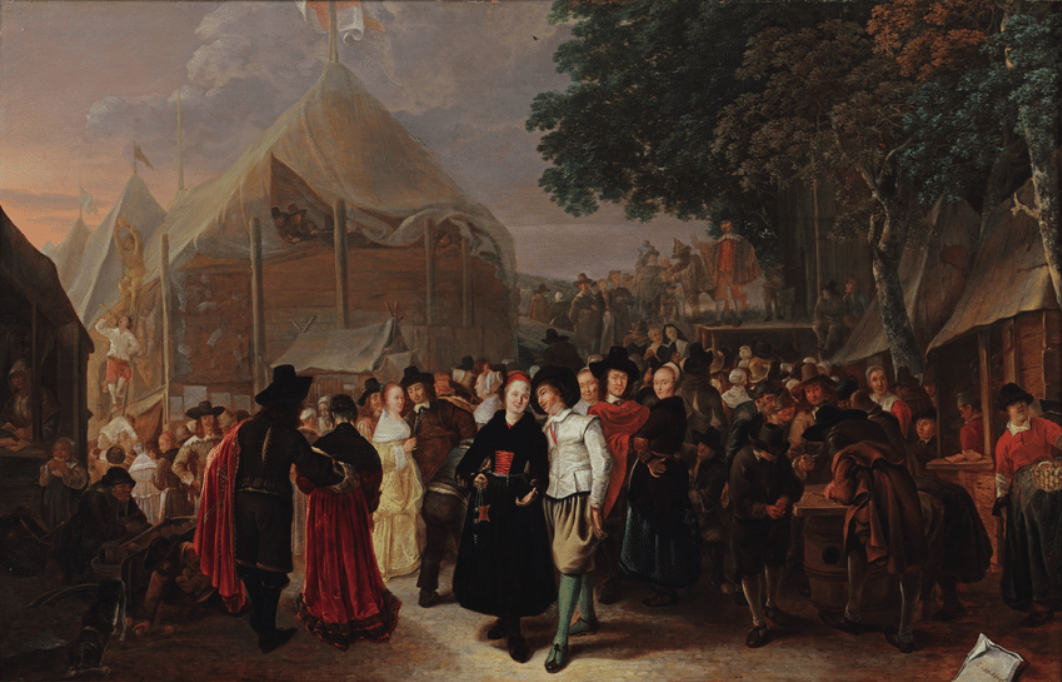
Invloed van De Nachtwacht, vergelijk Gerrit Lundens, De Kermisgangers, 1642. De compositie vertoont sterke gelijkenis met die op De Nachtwacht, zie Stoop-De Meester (2020)

 Hij werd begraven op het Heiligewegs- en Leidsche Kerkhof.

## Reconstructie vanDe Nachtwacht
Het was te danken aan de hoofdpersoon op Rembrandts Nachtwacht, kapitein Frans Banninck Cocq, dat Gerrit Lundens omstreeks 1649 een kopie vervaardigde van het schilderij in de oorspronkelijke staat. Op basis van deze kopie is in 2021 een nieuwe reconstructie gemaakt met behulp van kunstmatige intelligentie. Er is een combinatie gemaakt van het oorspronkelijke schilderij en de kopie van Lundens, door deze laatste op te werken in de stijl van Rembrandt, om zo de juiste schildering en het juiste formaat samen in één afbeelding te krijgen. 

## Galerij

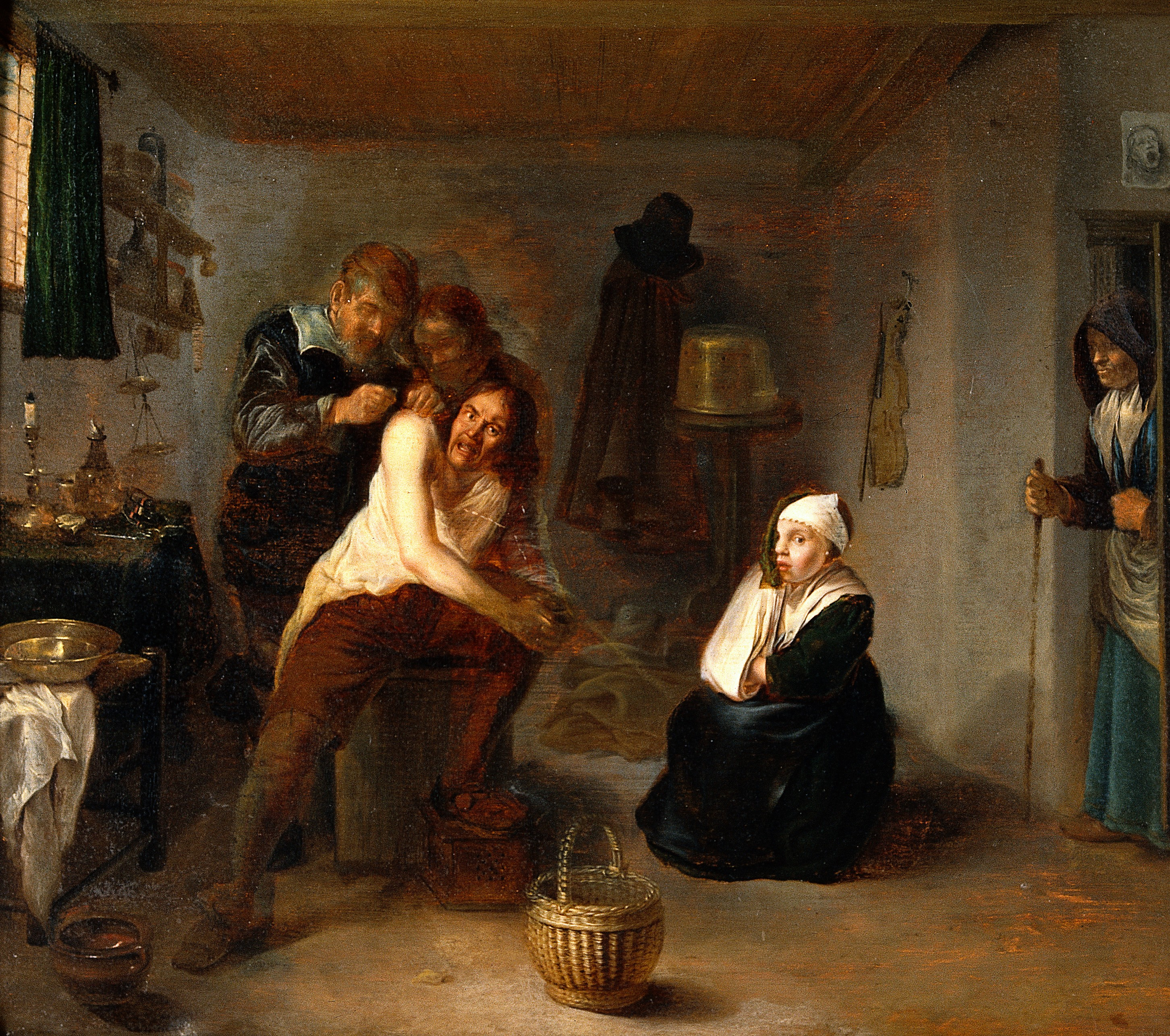
Gerrit Lundens, Interieur met chirurgijn die de rug van een man opereert
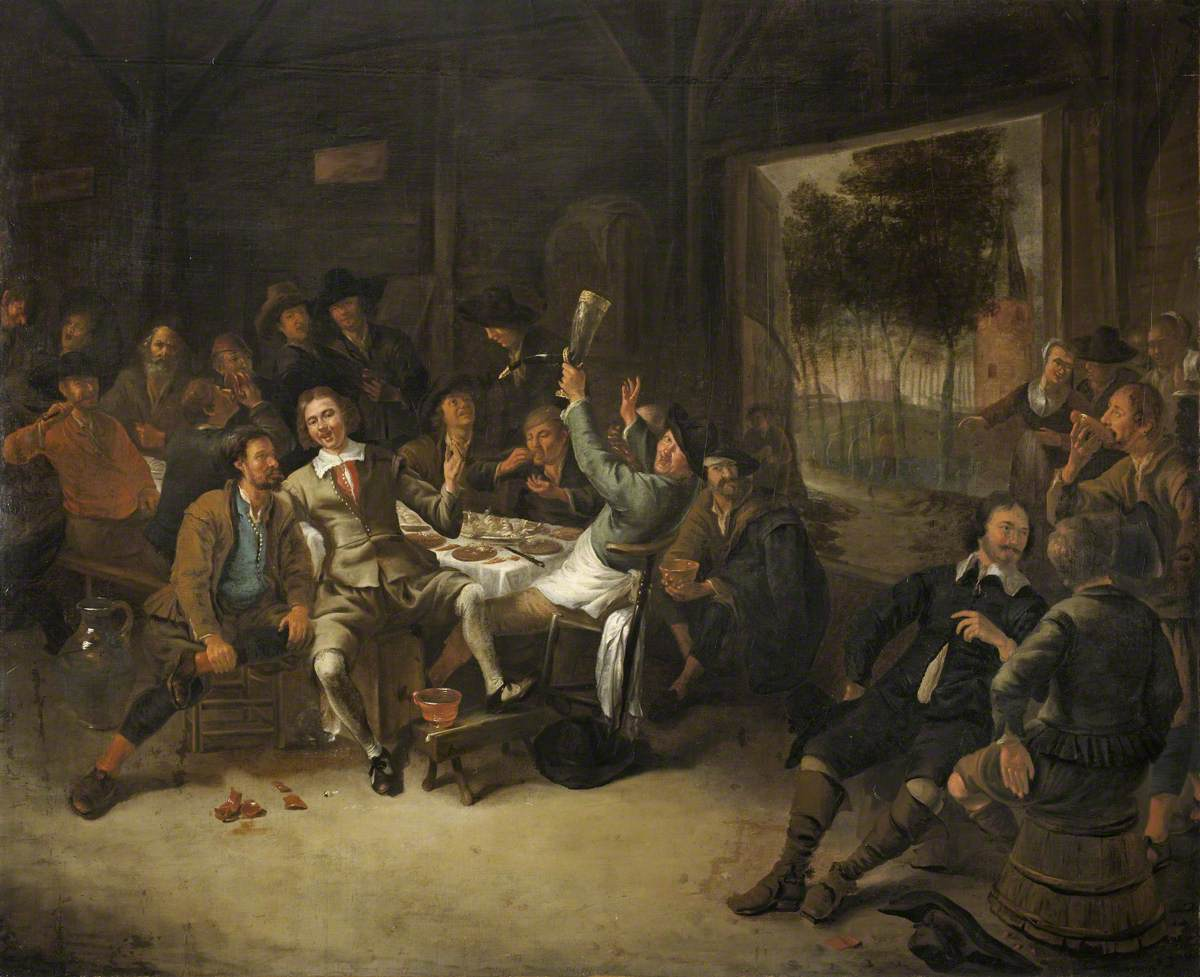
Gerrit Lundens, Vrolijk gezelschap in een herberg, 1650
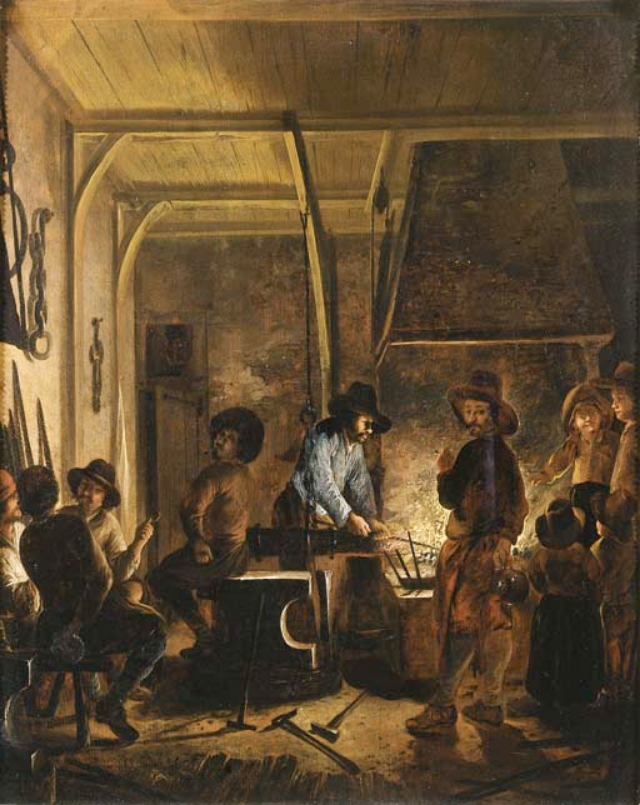
Gerrit Lundens, Een smid aan de arbeid, 1655
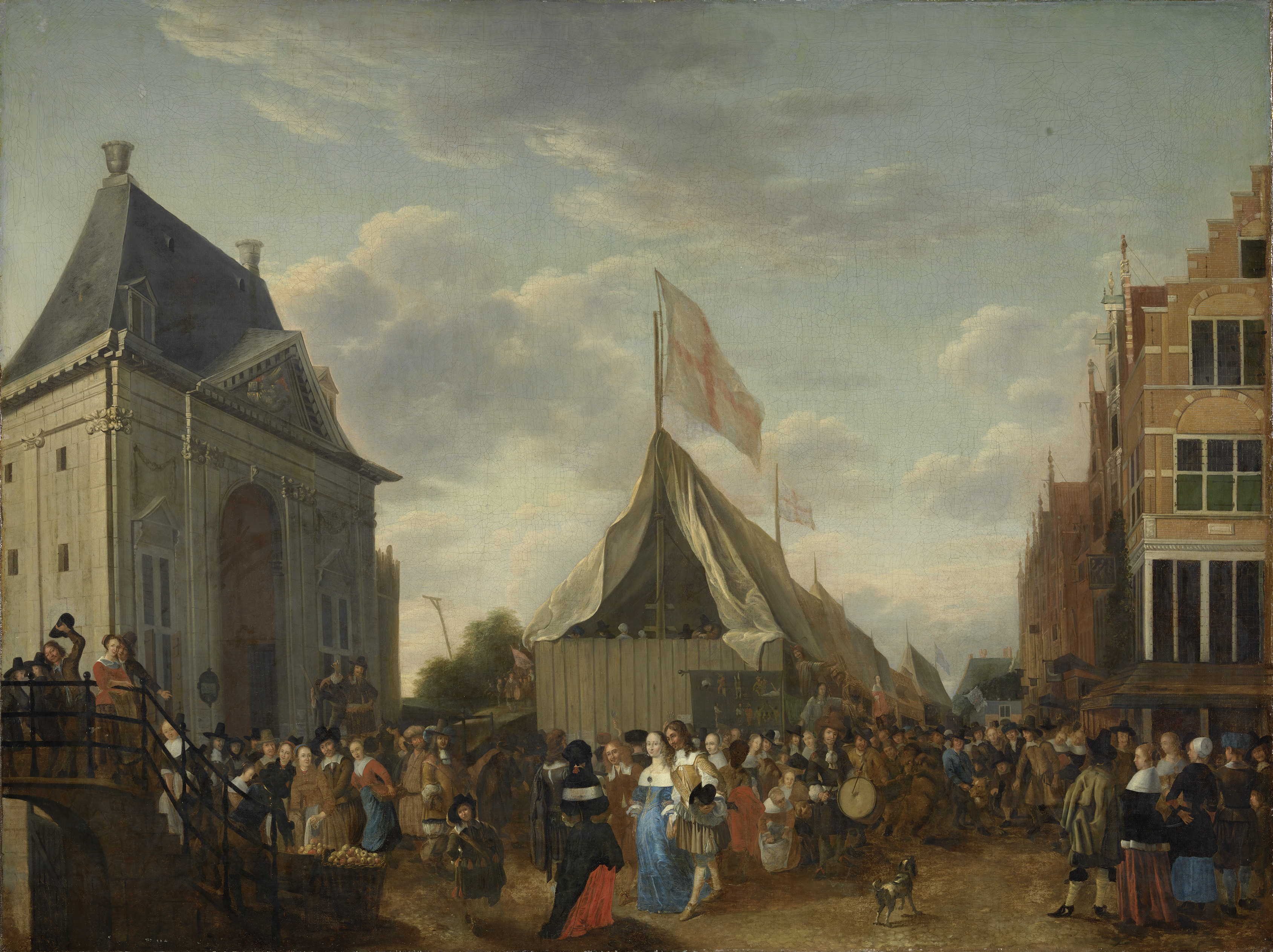
Gerrit Lundens, Kermis bij de Heiligwegpoort, tussen 1637 en 1683
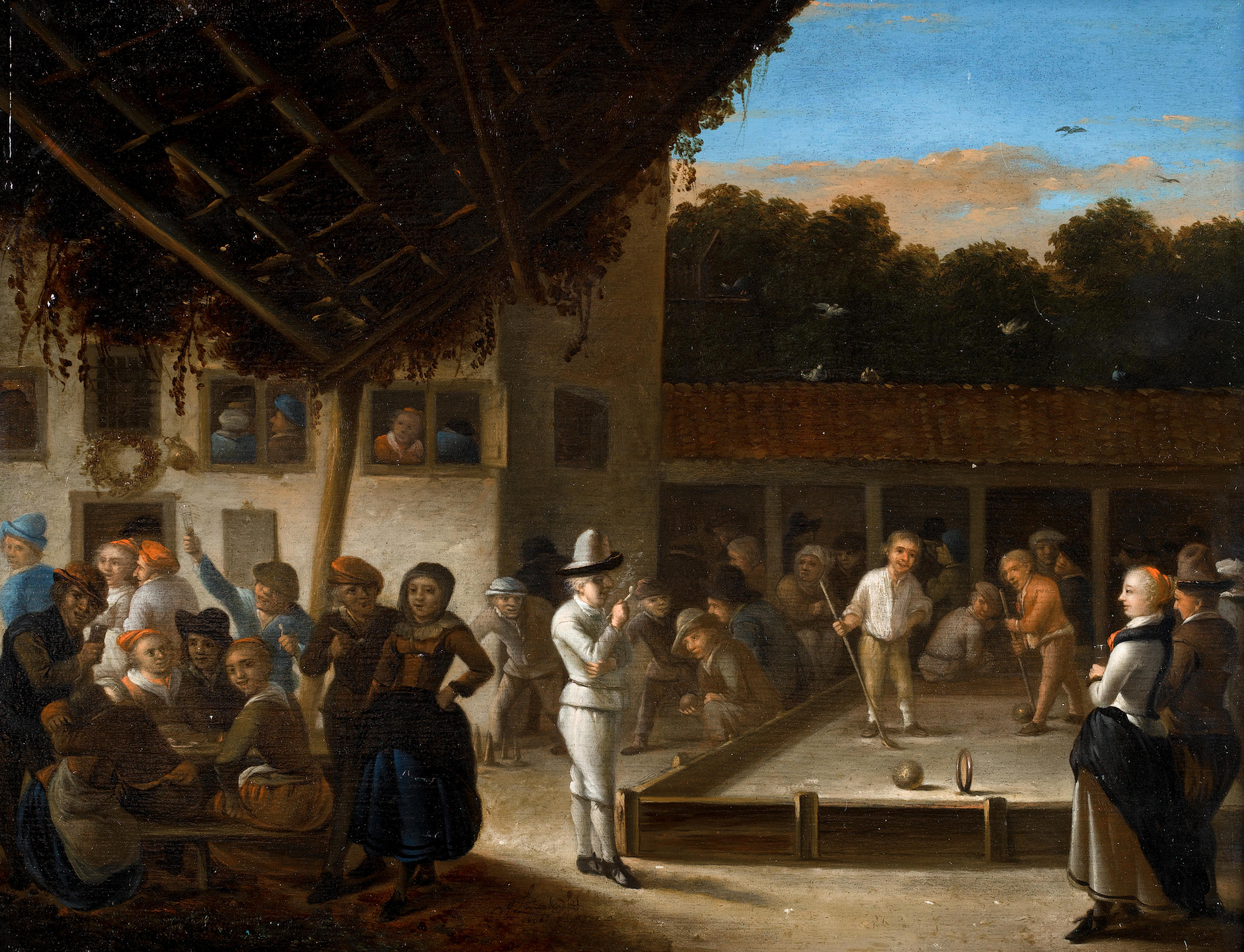
Gerrit Lundens, Croquetspel op het erf van een herberg, 1670

- Biografisch Portaal: 46923968
- Digitale Bibliotheek voor de Nederlandse Letteren: lund003
- Gemeinsame Normdatei: 112303981X
- KulturNav: 9c872ab4-4c00-4e86-8e98-8ed9c1849727
- RKD-Nederlands Instituut voor Kunstgeschiedenis: 51341
- Union List of Artist Names: 500010258
- Virtual International Authority File: 95743660
- WorldCat: E39PBJpdJrmyHBFWJRypYVYVmd